# Hässleholms Bryggeri

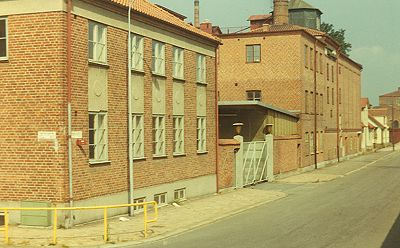
Hässleholms bryggeri och maltfabrik på Magasinsgatan. (Hörnhuset, till vänster i bild, existerar fortfarande. Längre ner på Magasinsgatan syns Hässleholms Verkstäder
Foto: Leif Jaenson (www.ellbe.nu)

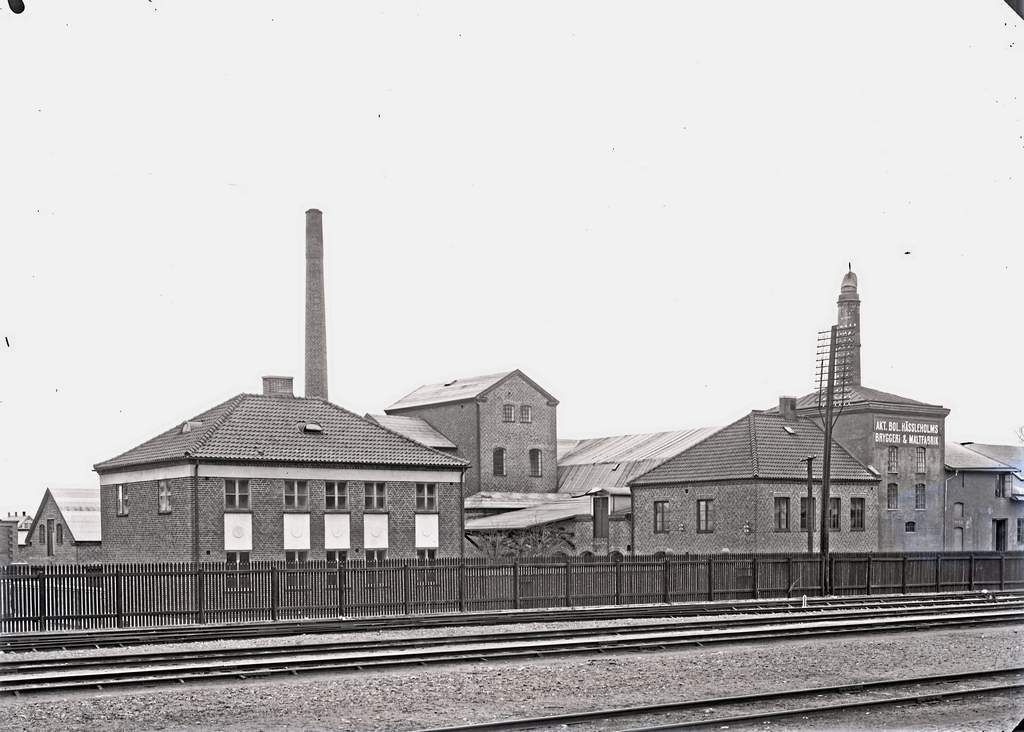
Bryggeriet byggdes ut vid flera tillfällen och sträckte sig längs med Magasinsgatan från Kaptensgatan ner till Hässleholms Verkstäder).
Foto: Piils arkiv/Västra Göinge Hembygdsförening

Hässleholms bryggeri och maltfabrik  låg i det område som idag kallas Norra Station i Hässleholm. Bryggeriet, som låg längs Magasinsgatan, sträckte sig från Kaptensgatan ner till Hässleholms Verkstäder.
På platsen fanns en maltfabrik, som grundades redan 1898 (och blev bolag 1902). 1928 övertog Hässleholms Bryggeri marken och fastigheterna, utökade verksamheten och byggde ett nytt bryggeri, som stod klart 1930. Försäljningen av öl, vatten och läskedrycker började nyåret 1930.
1932 ödelade en omfattande brand verksamheten och deras lager; dock räddades själva byggnaden.
Sveriges bryggerinäring stod i stor omvandling under efterkrigstiden och Hässleholms bryggerier undgick inte heller de den förändring mot få bryggenheter och en koncentrerad tillverkning, starkt dominerad av Pripps.
Hässleholms bryggerier kom, via diverse uppköp, t.ex. 1958 av Malmö förenade bryggerier/AB Skånebryggerier, även de att slutligen bli ett dotterbolag till  AB Pripp o Lyckholm 1961
Hässleholms bryggeriers mest kända produkt är starkölet Lille Mats, som såldes på Systembolaget och blev en stor försäljningsframgång.
1967 lades tillverkningen av läskedrycker och öl ner.
1973 revs de flesta byggnaderna, men fortfarande lever tegelhuset på hörnet Magasinsgatan och Kaptensgatan kvar från det forna bryggeriet. Fastigheten ägs och fungerar som kontor till fastighetsbolaget Blocket Förvaltning AB.